# La Unión, Lempira
La Unión är en ort i Honduras.   Den ligger i departementet Departamento de Lempira, i den västra delen av landet, 150 km nordväst om huvudstaden Tegucigalpa. La Unión ligger 1 081 meter över havet och antalet invånare är 3 054.
Terrängen runt La Unión är kuperad åt nordväst, men åt sydost är den bergig. Runt La Unión är det ganska tätbefolkat, med 70 invånare per kvadratkilometer. Närmaste större samhälle är San Nicolás, 15,7 km nordost om La Unión.  